# Zahnklinik der Freien Universität Berlin

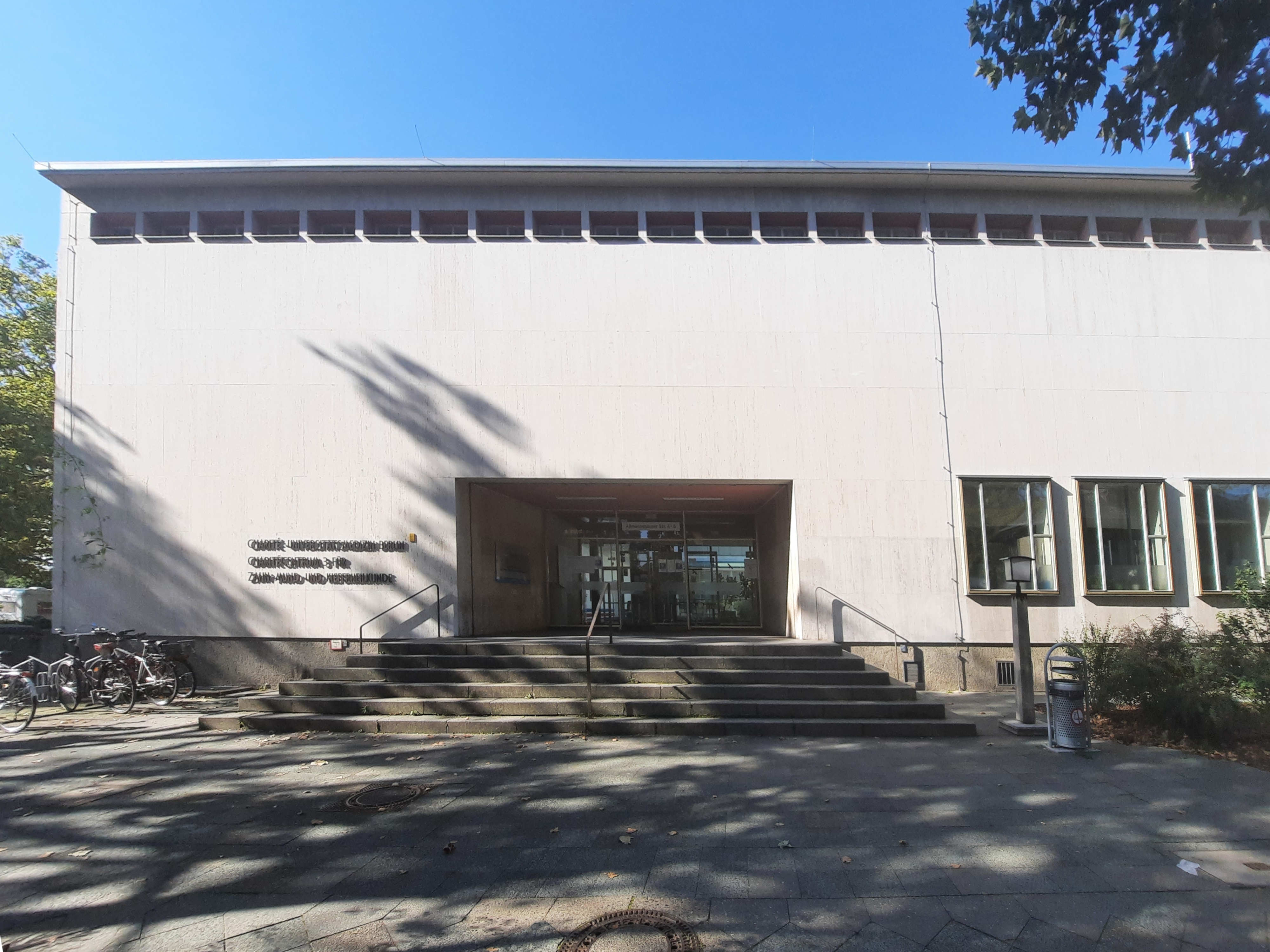
Eingang in der Aßmannshauser Straße

Die Zahnklinik der Freien Universität Berlin ist ein in den Jahren 1955 bis 1956 errichteter Gebäudekomplex in Berlin-Wilmersdorf. Die in der Aßmannshauser Straße 4–6 gelegene Zahnklinik entstand nach Plänen der Architekten Rudolf Ullrich und E. Neubarth. Heute gehört die als Poliklinik genutzte Einrichtung zur Charité und trägt die Bezeichnung Zahnklinik Süd. Das Gebäude ist in der Berliner Denkmalliste unter der Nummer 09011405 aufgeführt.

## Geschichte
Die erste universitäre Einrichtung einer zahnmedizinischen Einrichtung in Berlin entstand 1884 in der Dorotheenstraße mit einem zahnärztlichen Institut. 1912 entstand dann das noch heute bestehende Gebäude der ersten Berliner Zahnklinik in der Invalidenstraße, nicht weit von der Charité. Nach dem Zweiten Weltkrieg und der Teilung Berlins gehörte die Einrichtung zur Fachrichtung Stomatologie zunächst der Ostberliner Humboldt-Universität, dann ab 1951 zur Charité. Nach der Gründung der Freien Universität in Westberlin entstand die heutige Zahnklinik Süd. 1983 war eine Erweiterung nötig, die im Wedding auf dem Gelände des Virchow-Krankenhauses errichtet wurde. Nach der politischen Wende in der DDR wurden dann im Jahr 2003 alle drei Standorte in der Aßmannshauser Straße vereinigt.

## Baubeschreibung
Die Grundsteinlegung der Zahnklinik war am 1. Juni 1955 im Beisein des Regierenden Bürgermeisters Otto Suhr. Der Bau knüpft, nach der Abkehr der Freien Universität Berlin von der vorher üblichen Kastenbauweise, an die Formensprache der Neuen Sachlichkeit an. Damit vertrat die Universität einen neuen architektonischen Anspruch, der jedoch in den 1960er Jahren wieder aufgegeben wurde und zu weniger wertvollen Neubauten führte. Zwar wurde das Baukonzept bezüglich der Raumnutzung und -aufteilung eng an die Ansprüche der Klinikleitung angelehnt, es sollte die modernste Zahnklinik Deutschlands sein, aber den Architekten blieb trotzdem die Möglichkeit eine eigene Gestaltung der Fassaden zu verwirklichen.
Die Zahnklinik gliedert sich relativ unauffällig in die umgebende Wohnbebauung ein. Er weist die gleiche Geschosshöhe auf, wie die umliegenden freistehenden Wohnhäuser aus dem ersten Drittel des 20. Jahrhunderts. Die Straßenfassade zeigt am oberen Rand eine Reihe von Fenstern für ein Mezzaningeschoss, einen ins Innere verlegten, durch sechs Stufen erreichbaren und von ursprünglich zwei flankierenden Laternen beleuchteten Eingang und sechs hervorgehobene quadratische Fenster rechts davon. Die Westfassade, zu einer Grünanlage ausgerichtet, hat eine große gegliederte Fensterfronten mit ursprünglich reicher geometrischer Gestaltung der vorspringenden Fassadenbereiche in Form von farbigen Dreiecken, die heute aber nicht mehr vorhanden sind.
Das Foyer weist eine abgehängte und farbig gestaltete Decke auf. Dahinter öffnet sich ein Atrium, dessen Höhe mehrere abgestufte Ebenen hat. Rechts erstreckte sich ursprünglich ein großer lichtdurchfluteter Wartebereich für die Patienten, der im Vergleich zur üblichen Gestaltung von Wartezimmern eine grundlegende Neuerung bedeutete. Dahinter lag parallel zur Straße der Behandlungsbereich, ursprünglich ein großer langgestreckter Raum, heute mit abgeteilten Räumen und anderer Nutzung. Das Gebäude besitzt außerdem einen Hörsaal, von dem eine Wand in ganzer Fläche mit Holz verkleidet ist. Die Decke des Saales ist plastisch gestaltet. Der Blick durch die Fenster fällt auf eine ursprünglich ausgedehnte Grünanlage, die aber in den 1970er Jahren mit der seinerzeit üblichen Großbebauung verkleinert wurde.
Als Baumaterial für die Fassaden wurde neben verputzten Bereichen auch Naturstein, wie Travertin und Keramik verwandt.